# کریستوفر کرپر
کریستوفر کرپر (انگلیسی: Christopher Crapper; ۵ ژوئیهٔ ۱۸۸۴ – ۱۹۳۳ (۴۸−۴۹ سال)) بازیکن فوتبال بود.
از باشگاه‌هایی که در آن بازی کرده‌است می‌توان به باشگاه فوتبال گریمزبی تاون اشاره کرد.